# Andrei Nekrasov
Andrei Nekrasov (1958) é um diretor de cinema russo.